# Henri Dulieux
Henri Dulieux   (Lilla, 10 de maig de 1897 - Chantepie, 29 de maig de 1982) va ser un tirador d'esgrima francès, especialista en espasa, que va competir durant la dècada de 1930.
El 1936 va prendre part en els Jocs Olímpics de Berlín, on disputà dues proves del programa d'esgrima. Guanyà la medalla de bronze en la prova d'espasa per equips, mentre en la d'espasa individual fou eliminat en sèries.